# Offener Touristischer Datenstandard
Offener Touristischer Datenstandard  (OTDS) ist ein im April 2012 veröffentlichtes Datenformat für die Reisebranche, das vom OTDS e. V.  weiterentwickelt wird und mitsamt der Dokumentation von allen Interessenten kostenfrei genutzt werden kann.

## OTDS-Format
Das XML-Format OTDS enthält alle Daten der Reisekomponenten samt allen Produkt- und Preisregeln. Mit OTDS können Reiseanbieter ihre Angebote direkt oder indirekt (mithilfe von Vertriebssystemen oder mit Hilfe von Dienstleistern) in die online- und stationären Vertriebskanäle liefern, d. h.: in Reise-Webseiten oder ins Reisebüros.
OTDS wird vom Verein für die Förderung eines offenen touristischen Datenstandards (OTDS e.V.) veröffentlicht und weiterentwickelt. Die Nutzung des Formats sowie der begleitenden Dokumentation (Technische Spezifikation) ist allen Interessierten kostenfrei möglich. Im öffentlichen OTDS-Forum steht nach einer unverbindlichen Registrierung die jeweils aktuelle Version des Datenformats und der Dokumentation zur Verfügung.

### Leistungsumfang
Das Datenformat OTDS dient der verbesserten Übermittlung von Produktdaten der Anbieter wie Reiseveranstalter, Mietwagenanbieter, Versicherungen und sonstiger Leistungsträger an die Vertriebssysteme, wo sie in Reisebüro-Software oder Online-Buchungssysstemen zum Vertrieb aufbereitet werden.
- OTDS ermöglicht derzeit den Transfer aller Daten der Reisekomponenten Unterkunft, Flug, Paketreisen sowie Zusatzleistungen wie Transfer, Mietwagen, Versicherungen, Parkplätze etc. samt allen Produkt- und Preisregeln.
- OTDS enthält alle notwendigen Informationen, die zur korrekten Preisberechnung, Verfügbarkeitsprüfung, Buchungsanfrage und Buchung sowie zur Darstellung der Reiseprodukte erforderlich sind.
- OTDS als offener, nicht-proprietärer Standard ist kostenfrei verfügbar und kann von beliebigen Veranstalter- und Vertriebssystemen genutzt werden.
- OTDS unterstützt unterschiedliche Attributierungssysteme zur Produktbeschreibung wie z. B. die DRV GlobalTypes oder Giata Facts.
- OTDS wird inkrementell aktualisiert und spart so Datenvolumen.
- Mit OTDS verkürzen sich die Produktions- und Verarbeitungszeiten für Datenlieferungen signifikant.
- In der Praxis führt der Einsatz von OTDS zu hoher Datenqualität in den Kriterien Preiskorrektheit und Verfügbarkeit in den Such- und Preisvergleichs-Softwarelösungen in Reisebüros sowie den Internet Booking Engines auf Reisewebseite.

### Nutzen
Die führenden touristischen Vertriebssysteme im deutschen Markt verarbeiten bereits OTDS. Damit werden die optimierten OTDS-Datenlieferungen in deren Tools für Reisebüros und für Internet Reiseportale (Internet Booking Engines) verfügbar. Im Direktvertrieb können die Webseiten der Veranstalter ebenfalls mit den OTDS-Daten ausgestattet werden. So können die Verbraucher, die im Reisebüro oder im Internet eine Reise buchen wollen, preisgenaue, informative Reiseangebote mit optionalen Zusatzleistungen finden.
Mit dem OTDS-Format können mehr Produktdetails, Optionen und Zimmervarianten übermittelt werden, damit der Kunde ein besseres Bild von der Leistung gewinnt und die Kaufentscheidung unabhängiger vom Preis gefällt werden kann. Da OTDS diverse Attribuierungssysteme unterstützt, u. a. auch die sog. GlobalTypes aus dem DRV-Datenstandard, kann die Suche nach Reiseprodukten in den Bedienoberflächen für Reisebüros oder in Reiseportalen flexibler gestaltet werden: Statt starrer Zeitraum- oder Destinationsabfragen rücken als Filter persönliche Vorlieben bspw. zu Ausstattung oder Lage eines Hotels in den Vordergrund. Die Attribute erlauben natürlich auch eine aussagekräftigere Darstellung der Reise, vorausgesetzt, dass die Reiseveranstalter ihre Angebote über diese einheitlichen Produktattribute beschreiben.
Familien können sich bei OTDS-Daten auf den angezeigten Gesamtpreis einer Reise, bestehend aus Erwachsenen- und ermäßigten Kinderpreisen für alle Familienmitglieder, verlassen. Preiskorrekturen im nachfolgenden Buchungsprozess entfallen dank exakten Erwachsenen- und Kinderpreisen sowie klaren Regeln für die Preisberechnung bei kurzfristigen Angeboten. Zudem sind mit OTDS Kennzeichnungen von Direktflügen sowie die Preise von Flugalternativen umsetzbar.
Im Gegensatz zu den meisten derzeit verwendeten Datenformaten in der Touristik ist OTDS ein regelbasiertes Format. Dies bedeutet, dass statt umfangreicher Produktbeschreibungen und -konditionen Regelsätze verwendet werden, die das zu übermittelnde Datenvolumen für den Leistungsträger deutlich reduzieren, aber dennoch beim Verarbeiter eine eindeutige Interpretation erlauben. So kann das Reiseprodukt im Vertrieb umfassend und korrekt dargestellt, der Aufwand für die Übertragung und Aktualisierung beim Veranstalter jedoch gering gehalten werden.
Mit der Etablierung von OTDS als Marktstandard profitieren also sowohl die Veranstalter und Leistungsträger, die ihre Produkte in einem einheitlichen Format an alle Vertriebssysteme übermitteln, als auch die Vertriebssysteme, die die Produktdaten all ihrer Veranstalterkunden im gleichen Datenformat verarbeiten. Der Kunde schließlich profitiert auf der Suche nach einer für ihn passenden Reise von korrekten Preisen, aktuellen Daten und informativeren Produktbeschreibungen.

### Die OTDS-Versionen
OTDS 1.0 wurde vom OTDS-Verein im April 2012 veröffentlicht. Bereits mit dieser ersten Basisversion sind die Reisekomponenten Unterkunft, Flug, Paketreisen sowie Zusatzleistungen wie Transfer, Mietwagen, Versicherungen, Parkplätze etc. samt allen Produkt- und Preisregeln abbildbar.
Die derzeit aktuelle Version OTDS 2.0 wurde im Februar 2018 veröffentlicht. Die vorangegangene Basisversion 1.9 und zeichnet sich durch umfangreiche Möglichkeiten bei der Flugpriorisierung und bei Regeln zur Rundung von Beträgen aus. Zusammen mit der Multi-Währungsoption und weiter differenzierten Möglichkeiten für Mietwagen- und Versicherungsinformationen erfüllen diese Neuerungen die Anforderungen vieler Reiseveranstalter an eine effiziente und umfassende Produktdarstellung in den unterschiedlichen Vertriebssystemen.
Die weitere Roadmap bezieht die spezifischen Anforderungen der Mitglieder des OTDS-Vereins stets mit ein und sieht mittelfristig eine Erweiterung des Formats beispielsweise auf Kreuzfahrten und Rundreisen vor.

### Zugang
OTDS und die begleitende Technische Dokumentation kann nach einer Registrierung kostenfrei genutzt werden. Die einmalige Anmeldung erfolgt auf der Registrierungswebseite von OTDS.
Die XSD-Dateien der jeweils aktuellen OTDS-Version, die Dokumentation und weitere hilfreiche Informationen können mit dem persönlichen Nutzerkonto, das nach der Registrierung erteilt wird, im öffentlichen OTDS-Forum eingesehen und genutzt werden. Relevante Teile der Dokumentation liegen dort auch auf Englisch vor.

### Implementierung
Anwender von OTDS sind zum einen touristische Leistungsträger wie Reiseveranstalter, aber auch Airlines, Bettendatenbanken mit Hotelcontent oder Anbieter von Zusatzleistungen, die ihre Angebotsdaten in diesem Format in die Vertriebskanäle bringen möchten. So liefert die TUI zahlreiche ihrer Marken in Deutschland, Österreich und der Schweiz in OTDS. Die FTI GROUP hat ihre Reiseveranstaltermarken FTI Touristik, BigXtra und 5vorFlug ebenso auf OTDS umgestellt wie Schauinsland-Reisen. Weitere Veranstalter, die OTDS nutzen, sind bspw. Olimar, Bentour, ETI, Phoenix Reisen und Attika.

## OTDS-Verein
Der Verein zur Förderung eines offenen touristischen Datenformats (kurz: OTDS e. V.) wurde im Oktober 2011 von Firmen (Bewotec, Traffics, Traveltainment) als Initiatoren sowie 22 weiteren Unternehmen aus der Reisebranche gegründet. Der eingetragene Verein hat seinen Sitz in Berlin; sein satzungsgemäßes Ziel ist es, das vom Verein entwickelte Datenformat OTDS als Marktstandard zur Übermittlung aller vertriebsrelevanter Produktdaten zwischen Veranstalter- und Vertriebssystemen zu etablieren. Das Format ist offen und nicht-proprietär.

### Mitglieder
Die derzeit über dreißig Mitglieder rekrutieren sich aus nahezu allen Bereichen der Reisebranche: Reiseveranstalter und Leistungsträger, touristische Vertriebssysteme, Travel-Technology-Anbieter und Verbände. Mitgliedern bietet der Verein Unterstützung bei der Verwendung des OTDS-Formats sowie die aktive Beteiligung an der Weiterentwicklung des Formats über das Einbringen von Anforderungen und die Mitarbeit in Arbeitsgruppen. Als Informations- und Zusammenarbeits-Plattform dient das OTDS-Mitgliederforum.

### Vorstand
Der siebenköpfige Vorstand ist das leitende Organ des OTDS e.V. und wird von den Mitgliedern jeweils für drei Jahre gewählt. Dr. Oliver Rengelshausen (Fa. Traveltainment) ist Vorstandsvorsitzender. Bernd Nawrath (Fa. traffics) und Michael Becher (Fa. Bewotec) bekleiden die beiden Stellvertreter-Positionen.
Zur technischen Koordination und Weiterentwicklung des OTDS-Datenformats setzt der Vorstand einen „Ständigen Technischen Ausschuss“ ein.